# Estación de Almazán-Dehesa
Almazán-Dehesa fue una estación de ferrocarril situada en el municipio español de Almazán, en la provincia de Soria. Las instalaciones, que formaban parte de la línea Valladolid-Ariza, estuvieron en servicio entre 1895 y 1994. El antiguo complejo se encuentra rehabilitado como hotel rural.

## Historia
Tras varios años de obras, la línea Valladolid-Ariza fue abierta al tráfico en 1895. Los trabajos de construcción corrieron a cargo de la compañía MZA, que en el municipio de Almazán levantó una estación de cierta importancia. Las instalaciones se encontraban ubicadas en los terrenos de la antigua Dehesa del Boyal y disponían de un edificio de viajeros, un muelle-almacén de mercancías, depósitos de agua, y varias vías de sobrepaso. Años más tarde también se habilitaría un silo de trigo. En 1941, con la nacionalización del ferrocarril de ancho ibérico, las instalaciones pasaron a manos de RENFE.
En 1982 la estación fue rebajada a la categoría de apeadero sin personal adscrito, reflejo de la decadencia que vivía la línea en aquellos años. En 1985 la estación, al igual que el resto de la línea, fue cerrada al tráfico de pasajeros. Tras la clausura definitiva de la línea, en 1994, un año después se autorizó la reapertura del tramo comprendido entre Coscurita y Almazán-Dehesa para dar servicio al cargadero de cereales de esta última estación. Esta actividad duraría solo algún tiempo. En la actualidad el edificio principal de la estación ha sido rehabilitado como hotel rural.